# Over the Edge (WWF)
Over the Edge è stato un pay-per-view di wrestling organizzato annualmente dalla World Wrestling Federation tra il 1998 e il 1999.
La prima edizione dell'evento risale al 1998, quando faceva parte della serie In Your House. In seguito alla morte di Owen Hart, avvenuta nell'edizione del 1999, il pay-per-view fu rimosso dal calendario e sostituito da Insurrextion.

## Edizioni
| Edizione        | Data           | Città       | Sede                   | Main event                      |
| --------------- | -------------- | ----------- | ---------------------- | ------------------------------- |
| 1998 (Dettagli) | 31 maggio 1998 | Milwaukee   | Wisconsin Center Arena | Dude Love vs. Steve Austin      |
| 1999 (Dettagli) | 23 maggio 1999 | Kansas City | Kemper Arena           | Steve Austin vs. The Undertaker |